# 966
| Calendário gregoriano                                                        | 966 CMLXVI                                           |
| Ab urbe condita                                                              | 1719                                                 |
| Calendário arménio                                                           | 415 – 416                                            |
| Calendário bahá'í                                                            | -878 – -877                                          |
| Calendário budista                                                           | 1510                                                 |
| Calendário chinês                                                            | 3662 – 3663 Início a 25 de janeiro (aproximadamente) |
| Calendário copta                                                             | 682 – 683                                            |
| Calendário etíope                                                            | 958 – 959                                            |
| Calendários hindus - Vikram Samvat - Calendário nacional indiano - Cáli Iuga | 1021 – 1022 887 – 888 4066 – 4067                    |
| Calendário Holoceno                                                          | 10966                                                |
| Calendário islâmico                                                          | 355 – 356                                            |
| Calendário judaico                                                           | 4726 – 4727                                          |
| Calendário persa                                                             | 344 – 345                                            |
| Calendário rúnico                                                            | 1216                                                 |
| Calendário solar tailandês                                                   | 1509                                                 |

966 (CMLXVI, na numeração romana) foi um ano comum do século X do Calendário Juliano, da Era de Cristo, teve início numa segunda-feira e terminou também numa segunda-feira e a sua letra dominical foi G (52 semanas).
No território que viria a ser o reino de Portugal estava em vigor a Era de César que já contava 1004 anos.
| Ano completo                         |
| ------------------------------------ |
| Ano comum com início à segunda-feira |

## Eventos
- O conde de Coimbra, Gonçalo Moniz, revolta-se contra Sancho I de Leão.
- Miecislau I - o primeiro príncipe da Polônia aceita o cristianismo.
- Ataque de viquingues Normandos a Silves (Portugal), Portugal e à Galiza, Espanha onde matam o Bispo de Santiago de Compostela.
- Ramiro III é coroado Rei de Leão.

## Mortes
- 4 de Julho - Papa Bento V.
- Bosão de Arles, conde de Arles e de Avinhão. (n 928).